# Кясняселькя
Кя́снясе́лькя (карел. Käznyselgy, фин. Käsnäselkä) — деревня в составе Лоймольского сельского поселения Суоярвского района Республики Карелия.

## Общие сведения
Расположена на берегу небольшого озера Кяснясенъярви. Находится на трассе Р21 («Сортавала»). Расстояние до районного центра Суоярви — 116 км.
В октябре 2004 года было образовано Колатсельгское сельское поселение, в которое ошибочно была включена деревня Кясняселькя Суоярвского района. В итоге со 2 мая 2005 года Колатсельгское сельское поселение было ликвидировано, а его населённые пункты, кроме деревни Кясняселькя, вошли в состав Ведлозерского сельского поселения.
В районе деревни много братских могил советских воинов, погибших в годы Советско-финской войны (1939—1940).
Имеется также усадьба — образец крестьянской усадьбы конца 19 — начала 20 вв. с развитым составом хозяйственно-производственных и хозяйственно-бытовых построек, представляющая собой историко-архитектурную ценность.

## Население
| 2002 | 2009 | 2010 | 2013 |
| ---- | ---- | ---- | ---- |
| 12   | ↘5   | ↗8   | →8   |

## Галерея
- Указатель на старую трассу
- Весна на озере
- Оз. Кяснясенъярви
- Кясняселькя